# Lista de software para clonagem de discos rígidos
Ferramentas para a clonagem (criação de "imagens") de discos rígidos:
- Acronis True Image - Pago
- Clonezilla - Gratuito - É interface para o Partclone
- Drive Snapshop - Pago
- DriveImage XML - Gratuito
- Norton Ghost - Pago
- Paragon Hard Disk Manager - Pago
- Partclone - Gratuito
- Partimage - Gratuito
- Terabyte Unlimited's Image - Pago
- XXClone - Gratuito
- R-Drive Image - Pago
- SystemRescueCD - Gratuito - Inclui o Partclone

Ferramentas integradas aos sistemas livres:
- dd - Software Livre - Incluso no GNU Coreutils e alguns sistemas tipo Unix (como o FreeBSD)